# Фостер, Марго
Марго Элизабет Фостер (англ. Margot Elizabeth Foster; род. 3 октября 1958, неизвестно) — австралийская гребчиха, выступавшая за сборную Австралии по академической гребле в середине 1980-х годов. Бронзовая призёрка летних Олимпийских игр в Лос-Анджелесе, чемпионка Игр Содружества, победительница и призёрка первенств национального значения.

## Биография
Марго Фостер родилась 3 октября 1958 года. Дочь известного австралийского игрока в водное поло Джейка Фостера, участника двух летних Олимпийских игр.
Заниматься академической греблей начала в конце 1970-х годов во время учёбы в Мельбурнском университете. Состояла в университетской гребной команде, неоднократно принимала участие в различных студенческих регатах.
Пик её спортивной карьеры пришёлся на 1984 год, когда она вошла в основной состав австралийской национальной сборной и благодаря череде удачных выступлений удостоилась права защищать честь страны на летних Олимпийских играх в Лос-Анджелесе. В составе четырёхместного экипажа, куда также вошли гребчихи Робин Грей-Гарднер, Карен Бранкур, Сьюзан Чепмен и рулевая Сьюзан Ли, финишировала в решающем заезде третьей позади экипажей из Румынии и Канады — тем самым завоевала бронзовую олимпийскую медаль. При всём при том, на этих соревнованиях из-за бойкота отсутствовали некоторое сильнейшие команды, такие как ГДР и СССР, и конкуренция была ниже.
После лос-анджелесской Олимпиады Фостер ещё в течение некоторого времени оставалась в составе гребной команды Австралии и продолжала принимать участие в крупнейших международных регатах. Так, в 1985 году она стартовала в безрульных двойках на мировом первенстве в Хазевинкеле, но была здесь далека от призовых позиций.
В 1986 году в той же дисциплине выступила на чемпионате мира в Ноттингеме, сумела квалифицироваться лишь в утешительный финал B и расположилась в итоговом протоколе соревнований на десятой строке. Также в этом сезоне побывала на Играх Содружества в Эдинбурге, откуда привезла награду золотого достоинства, выигранную в распашных рулевых восьмёрках.
За выдающиеся спортивные достижения в 2010 году была введена в Зал славы гребного спорта Виктории.
Впоследствии проявила себя как спортивный функционер, входила в совет Австралийской спортивной комиссии.
Её младший брат Питер Фостер стал достаточно известным гребцом на байдарке, бронзовый призёр Олимпийских игр 1988 года в Сеуле.